# Burni Pasir Putih (berg i Indonesien, lat 4,16, long 97,52)
Burni Pasir Putih är ett berg i Indonesien.   Det ligger i provinsen Aceh, i den västra delen av landet, 1 500 km nordväst om huvudstaden Jakarta. Toppen på Burni Pasir Putih är 1 436 meter över havet, eller 155 meter över den omgivande terrängen. Bredden vid basen är 1,6 km.
Terrängen runt Burni Pasir Putih är bergig åt nordväst, men åt sydost är den kuperad.Runt Burni Pasir Putih är det mycket glesbefolkat, med 2 invånare per kvadratkilometer. I omgivningarna runt Burni Pasir Putih växer i huvudsak städsegrön lövskog.